# Эдельман, Джералд
Джералд Морис Эдельман (англ. Gerald Maurice Edelman; 1 июля 1929, Нью-Йорк — 17 мая 2014) — американский иммунолог и нейрофизиолог, лауреат Нобелевской премии по физиологии и медицине в 1972 году (совместно с Родни Портером) «за открытия, касающиеся химической структуры антител».
Член Национальной академии наук США (1969), иностранный член Французской академии наук (1978).

## Биография
Джеральд Эдельман родился в 1929 году в Озон-Парке, Куинс, Нью-Йорк, в еврейской семье врача Эдварда Эдельмана и Анны (урожденной Фридман) Эдельман, которые работали в страховой отрасли. В детстве Эдельман увлекался игрой на скрипке в течение многих лет, но впоследствии понял, что у него нет того внутреннего стремления, необходимого для продолжения карьеры концертного скрипача, и вместо этого решил заняться медицинскими исследованиями. Он учился в государственных школах Нью-Йорка, окончил среднюю школу Джона Адамса и поступил в колледж в Пенсильвании, который окончил с отличием со степенью бакалавра наук. Далее он окончил Ursinus College в 1950 году и получил степень доктора медицины в Медицинской школе Университета Пенсильвании в 1954 году.

## Карьера
Проработав год в Фонде медицинской физики Джонсона, Эдельман стал резидентом Массачусетской больницы общего профиля; Затем он занимался медициной во Франции, когда служил в Медицинском корпусе армии США. В 1957 году Эдельман поступил в Институт медицинских исследований Рокфеллера в качестве аспиранта, работал в лаборатории Генри Кункеля и получил степень доктора философии. в 1960 г. Институт назначил его помощником (позже помощником) декана аспирантуры; он стал профессором школы в 1966 году. В 1992 году он переехал в Калифорнию и стал профессором нейробиологии в Исследовательском институте Скриппса. По мнению британского нейрофизиолога Анила Сета: «был одним из тех, кто больше других сделал для того, чтобы загадка сознания вновь оказалась в фокусе внимания науки».
После получения Нобелевской премии Эдельман начал исследования в области регуляции первичных клеточных процессов, в частности, контроля роста клеток и развития многоклеточных организмов, уделяя особое внимание межклеточным взаимодействиям на раннем этапе эмбрионального развития, а также в формировании и функционировании. нервной системы. Эти исследования привели к открытию молекул клеточной адгезии (CAM), которые управляют фундаментальными процессами, помогающими животному достичь своей формы и формы, и с помощью которых строятся нервные системы. Одним из наиболее значительных открытий, сделанных в этом исследовании, является то, что ген-предшественник молекулы адгезии нервных клеток дал начало всей молекулярной системе адаптивного иммунитета.

## Нобелевская премия
Во время службы в армии в Париже Эдельман прочитал книгу, которая пробудила его интерес к белкам иммунной системы — антителам. Он решил, что по возвращении в Соединенные Штаты будет изучать природу антител, что впоследствии побудило его изучать физическую химию, по которой он получил докторскую степень PhD. Исследования Эдельмана, его коллег и Родни Роберта Портера в начале 1960-х годов привели к фундаментальным открытиям в понимании химической структуры антител, открыв дверь для дальнейших исследований. За эту работу Эдельман и Портер разделили Нобелевскую премию по физиологии и медицине в 1972 г.
В своем пресс-релизе о Нобелевской премии 1972 года Каролинский институт назвал работу Эдельмана и Портера крупным прорывом:
«Значение открытий Эдельмана и Портера заключается в том, что они дали ясную картину понимания структуры и механизма действия группы особо важных биологических веществ. Этим они заложили прочную основу для действительно рациональных исследований, чего раньше в значительной степени недоставало иммунологии. Их открытия, несомненно, представляют собой прорыв, который сразу же вызвал бурную исследовательскую деятельность во всем мире во всех областях иммунологической науки, дав результаты, имеющие практическое значение для клинической диагностики и терапии».

## Открыты дисульфидные связи в антителах
Ранние исследования Эдельмана структуры белков антител показали, что дисульфидные связи связывают белковые субъединицы. Белковые субъединицы антител бывают двух типов: тяжелые цепи большего размера и легкие цепи меньшего размера. Две легкие и две тяжелые цепи связаны дисульфидными связями с образованием функционального антитела.

## Молекулярные модели структуры антител

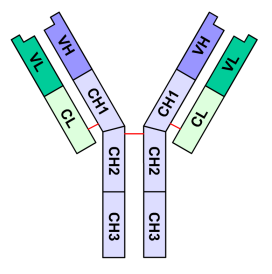
Схема, показывающая дисульфидные связи (красный), которые связывают легкую (зеленый) и тяжелую (синий) белковые субъединицы молекул иммуноглобулина G (IgG). Эта схема также иллюстрирует относительные положения вариабельного (V) и константного (C) доменов молекулы IgG. Вариабельные области тяжелой и легкой цепей объединяются, образуя сайты связывания антигена на концах двух симметричных плеч антитела.

Используя экспериментальные данные своего собственного исследования и работы других, Эдельман разработал молекулярные модели белков антител. Ключевой особенностью этих моделей была идея о том, что антигенсвязывающие домены антител (Fab) включают аминокислоты как из легких, так и из тяжелых белковых субъединиц. Межцепочечные дисульфидные связи помогают объединить две части антигенсвязывающего домена.

## Секвенирование антител
Эдельман и его коллеги использовали цианогенбромид и протеазы для фрагментации белковых субъединиц антитела на более мелкие части, которые можно было проанализировать для определения их аминокислотной последовательности. В то время, когда была определена первая полная последовательность антитела (1969), это была самая большая полная последовательность белка, которую когда-либо определяли. Доступность аминокислотных последовательностей белков антител позволила признать тот факт, что организм может продуцировать множество различных белков антител со сходными константными областями антител и дивергентными вариабельными областями антител.

## Топобиология
Топобиология — это теория Эдельмана, которая утверждает, что морфогенез обусловлен различными адгезивными взаимодействиями между гетерогенными популяциями клеток, и объясняет, как одна клетка может дать начало сложному многоклеточному организму. Как было предложено Эдельманом в 1988 году, топобиология — это процесс, который формирует и поддерживает дифференцированные ткани и приобретается за счет энергетически благоприятной сегрегации клеток через гетерологичные клеточные взаимодействия.

## Теория сознания
В более поздней карьере Эдельман был известен своей теорией сознания, описанной в трилогии технических книг и в нескольких последующих книгах, написанных для широкой аудитории, включая «Яркий воздух», «Блестящий огонь» (1992), Вселенная. сознания (2001 г., с Джулио Тонони), «Шире, чем небо» (2004 г.) и «Вторая природа: наука о мозге и человеческие знания» (2007 г.).
В своих книгах Эдельман определяет человеческое сознание как:
"… что вы теряете при входе в глубокий сон без сновидений … глубокую анестезию или кому … что вы восстанавливаете после выхода из этих состояний. переживание единой сцены, состоящей из различных сенсорных реакций … воспоминаний. .. расположение … "
Первая из технических книг Эдельмана, Mindful Brain (1978), развивает его теорию нейронного дарвинизма, которая построена на идее пластичности нейронной сети в ответ на окружающую среду. Вторая книга, Топобиология (1988), предлагает теорию о том, как первоначальная нейронная сеть мозга новорожденного устанавливается во время развития эмбриона. «Запоминающееся настоящее» (1990) содержит развернутое изложение его теории сознания.
В своих книгах Эдельман предложил биологическую теорию сознания, основанную на его исследованиях иммунной системы. Он явно поместил свою теорию в Теорию естественного отбора Чарльза Дарвина, цитируя ключевые положения теории популяций Дарвина, которая постулирует, что индивидуальная изменчивость внутри вида обеспечивает основу для естественного отбора, который в конечном итоге приводит к эволюции новых видов. Он явно отверг дуализм, а также отверг новые гипотезы, такие как так называемая «вычислительная» модель сознания, в которой функции мозга сравниваются с операциями компьютера. Эдельман утверждал, что разум и сознание — это чисто биологические явления, возникающие в результате сложных клеточных процессов в мозгу, и что развитие сознания и интеллекта можно объяснить с помощью теории Дарвина.
Теория Эдельмана пытается объяснить сознание с точки зрения морфологии мозга. Мозг новорожденного ребёнка состоит из огромной популяции нейронов (примерно 100 миллиардов клеток), и те, которые выживают на начальных этапах роста и развития, будут иметь примерно 100 триллионов связей друг с другом. Образец ткани мозга размером со спичечную головку содержит около миллиарда соединений, и если мы рассмотрим, как эти нейронные связи могут быть по-разному скомбинированы, количество возможных перестановок станет сверхастрономическим — порядка десяти, за которым следуют миллионы нулей. Молодой мозг содержит гораздо больше нейронов, чем в конечном итоге доживет до зрелости, и Эдельман утверждал, что эта избыточная емкость необходима, потому что нейроны — единственные клетки в теле, которые не могут быть обновлены, и потому что только те клетки и сети, которые лучше всего приспособлены к их конечной цели, будут выбираться по мере их организации в нейронные группы.

## Нейронный дарвинизм
Теория Эдельмана о групповом отборе нейронов, известная также как «нейронный дарвинизм», включает три основных принципа — отбор в процессе развития, экспериментальный отбор и повторный вход.
1) Отбор развития — формирование общей анатомии мозга контролируется генетическими факторами, но у любого человека связь между нейронами на синаптическом уровне и их организация в функциональные нейронные группы определяется соматическим отбором во время роста и развития. Этот процесс порождает огромное разнообразие нейронных схем — как отпечаток пальца или радужная оболочка, у двух людей не будет абсолютно одинаковых синаптических структур в любой сопоставимой области ткани мозга. Их высокая степень функциональной пластичности и необычайная плотность их взаимосвязей позволяет нейронным группам самоорганизовываться во многие сложные и адаптируемые «модули». Они состоят из множества различных типов нейронов, которые обычно более тесно и плотно связаны друг с другом, чем с нейронами в других группах.
2) Экспериментальный отбор — перекрывая начальный рост и развитие мозга и распространяясь на всю жизнь человека, непрерывный процесс синаптического отбора происходит в разнообразных репертуарах нейронных групп. Этот процесс может усиливать или ослаблять связи между группами нейронов, и он ограничен сигналами значений, которые возникают в результате активности восходящих систем мозга, которые постоянно модифицируются успешным выходом. Экспериментальный отбор генерирует динамические системы, которые могут «отображать» сложные пространственно-временные события от органов чувств, систем тела и других нейронных групп в головном мозге на другие выбранные нейронные группы. Эдельман утверждает, что этот динамический селективный процесс прямо аналогичен процессам отбора, которые действуют на популяции особей в виде видов, и он также указывает, что эта функциональная пластичность является обязательной, поскольку даже обширная кодирующая способность всего человеческого генома недостаточна для того, чтобы явно указать астрономически сложные синаптические структуры развивающегося мозга.
3) Возвращение
Основная статья: Reentry (нейронная схема)
— концепция входящей передачи сигналов между группами нейронов. Он определяет повторный вход как продолжающийся рекурсивный динамический обмен сигналами, который происходит параллельно между картами мозга и который непрерывно связывает эти карты друг с другом во времени и пространстве. Повторный вход зависит от его операций в запутанных сетях массово параллельных взаимных связей внутри и между нейронными группами, которые возникают в результате процессов эволюционного и эмпирического отбора, описанных выше. Эдельман описывает повторное вхождение как «форму продолжающегося отбора более высокого порядка … который кажется уникальным для мозга животных» и что «нет другого объекта в известной вселенной, столь полностью отличающегося возвратной схемой, как человеческий мозг».

## Теория эволюции
Эдельман и Галли первыми указали на повсеместное распространение вырождения в биологических системах и на фундаментальную роль, которую вырождение играет в содействии эволюции.

#### Поздняя карьера
Эдельман основал и руководил Институтом неврологии, некоммерческим исследовательским центром в Сан-Диего, который в период с 1993 по 2012 год изучал биологические основы высших функций мозга у людей. Он работал в научном совете проекта «Диалог всемирного знания».
Эдельман был членом Консультативного совета Фестиваля науки и техники США.

## Личная жизнь
Эдельман женился на Максин М. Моррисон в 1950 году. У них есть два сына, Эрик, художник из Нью-Йорка, и Дэвид, адъюнкт-профессор нейробиологии в Университете Сан-Диего. Их дочь Джудит Эдельман — музыкант-блюграсс, записывающийся исполнитель и писатель. Некоторые наблюдатели заметили, что прообразом персонажа Ричарда Пауэрса из книги «Создатель эха» может быть Эдельман.
В конце жизни у него был рак простаты и болезнь Паркинсона. Эдельман умер 17 мая 2014 года в Ла-Хойе, Калифорния, в возрасте 84 лет.